# Bougainvillekråka
För andra betydelser, se Bougainville (olika betydelser).
Bougainvillekråka (Corvus meeki) är en fågel i familjen kråkfåglar inom ordningen tättingar.

## Utseende och läte
Bougainvillekråkan är en medelstor helsvart kråka med blåaktig glans på huvudet och purpurfärgad glans på ovansidan. Näbben är mycket stor med kraftigt krökt övre näbbhalva. Stjärten är relativt kort och smal. Vanligaste lätet är ett ljust kraxande. 

## Utbredning och status
Fågeln förekommer endast på ön Bougainville i Papua Nya Guinea och på Shortland Islands i Salomonöarna. Den behandlas som monotypisk, det vill säga att den inte delas in i några underarter.

## Levnadssätt
Bougainvillekråkan hittas i regnskog upp till 1600 meters höjd. Den ses vanligen utmed skogsbryn, ibland även i kokosplantange.

## Status
Arten har ett begränsat utbredningsområde, men beståndet tros vara stabilt. IUCN kategoriserar arten som livskraftig.

## Namn
Fågelns vetenskapliga artnamn hedrar Albert Stewart Meek (1871-1943), engelsk upptäcktsresande och samlare verksam på New Guinea samt i Melanesien och Australien.